# 원삼국 시대
원삼국 시대(原三國時代)는 초기 철기시대를 지나 기원 전후부터 기원후 2세기 중반까지 한반도에 여러 고대 국가가 들어선 시기를 가리킨다. 역사학에서는 고조선이 멸망 또는 쇠퇴하고 부여가 건국되는 시기부터 삼국이 건립된 이후의 2세기에서 3세기까지의 시기를 주로 가리킨다. 한반도에서 철기를 사용하기 시작한 기원전 300년부터 기원후 300년까지 600년을 원삼국이라 부르기도 한다.
이 시기에는 철기 문화가 급속히 보급되면서 농경의 개선, 목축의 성행, 어업의 발달 등과 같은 산업의 전반적인 발달과 함께 여러 계통의 문화가 융합하게 되었다. 또한 다양한 시설을 구축한 부여, 삼한, 고구려, 옥저, 동예 등의 초기 국가가 다수 등장하게 된다.

## 개관
한의 군현(郡縣)이 쇠퇴함에 따라 토착 사회의 여러 부족 국가는 통합의 추세를 보였다. 이런 형세 속에서 고대 국가로 등장하게 된 것이 이른바 신라·고구려·백제의 삼국이었다. 그 당시 삼국은 각기 대륙의 위진 남북조(魏晉南北朝) 문화를 수용하고 문물제도를 정비하여 국가 체제를 갖추는 한편, 중국으로부터 받아들인 철기 문화를 재편성하기에 이르렀다.
그러나 삼국은 고대 국가적 체제를 갖출 때 동일한 세기 계층을 가진 것이 아니어서 고구려와 백제 사이에는 약 2세기, 신라와 고구려는 약 3세기, 신라와 백제의 사이에는 약 1세기 정도의 연차(年差)가 있었다. 이러한 연차는 곧 삼국이 부족 국가로 남아 있던 세년(歲年)의 길고 짧음을 비교케 하는 동시에 삼국 사회 발전의 지속상(持續相)을 엿볼 수 있게 하는 것이다.
부여 계열의 일파로 고(故) 현도에서 일어난 고구려는 원래 주위에 많은 강적을 가지고 있어서 이들과의 싸움 속에서 초기 부족 연맹을 형성하여 갔다. 6대 태조왕 때에는 부족 연맹 세력의 영도권이 확립되어 고대 국가 성립을 위한 일련의 노력을 기울였다.
고구려의 대외 관계는 중국과 새외(塞外)의 관계가 병행하고 있어서 문화상으로나 정치·경제상으로 중국 일변도에 빠진 것은 아니었다. 이리하여 삼국 중 고구려는 대(對)한족 투쟁 세력으로서 먼저 대두하여 북방에서 충분히 자립성을 가지면서 고대 국가를 성립시킬 수 있었던 것이다.
전반적인 면에서 볼 때 고구려사의 전개가 적극적이었던 원인은 그 사회 기반의 급속한 발전이라든가, 그 지리적 위치에서 오는 이점(利點)이라든가 또는 전사(戰士)조직체적인 기동성이 강한 사회 제도라든지 기타를 들 수 있다. 이와 비등할 만한 하나의 요인으로서 고구려는 다른 토착 사회가 오랫동안 중국의 식민지인 군현과 교통함에 그치는 데 반하여 고구려는 그렇지 않아서 동천왕 때는 오(吳)와 통교하기도 했으며, 새외 민족과도 외교관계가 있어서 국제 관계상의 자기 위치를 일찍부터 자각했다는 것이다. 물론 성장 과정에서 공손씨(公孫氏)의 침입, 관구검(毌丘儉)의 침입, 전연(前燕) 모용씨(慕容氏)의 침입 등 많은 압력을 받았지만, 그러한 침입에 대한 항쟁 과정이 곧 고구려 고대 국가의 설립 과정이었다.
백제가 어떠한 경로를 거쳐 부족 연맹국가로 발전했는지는 분명치가 않다. 본래 한강 이남 지역에는 토착 세력으로 목지국(目支國)이 있어 마한왕으로 군림하고 있었으며, 마한 뿐 아니라 변한과 진한에서도 종주권을 주장하였다. 이들은 북의 고구려 지역에 있었던 토착민인 예군(濊君)·남려(南閭)에 대등할 만한 세력을 이루고 있었다. 그러나 삼한 지역에 한4군의 성립, 고조선 사회의 해체 등으로 인해 유이민(流移民) 집단들이 남하하여, 수많은 유이민과 토착족 들이 국가를 이루어 각처에 자리 잡게 되었다. 따라서 목지국의 지배력은 한강 유역엔 집중되지 못하였다. 게다가 여기서 낙랑·대방의 토착 사회에 대한 정치적·경제적 조종책이 있어 이 지역에서의 국가 형성 세력의 형성은 늦어질 수밖에 없었다.
백제는 위에서 이야기한 유이민 집단의 하나로서, 여러 유물들로 미루어 보아 부여계로 추정된다. 이들은 한강 북쪽 지역인 지금의 서울 부근의 위례(慰禮) 부락에 도읍을 정하고 부족 국가의 기반을 마련하였다. 이후 이들은 한강 남쪽으로 이주한 것으로 보이며, 풍납토성과 몽촌토성 유적이 이를 뒷받침한다. 백제가 진정한 중앙집권적 고대 국가의 기반을 마련하게 되는 것은 고이왕(古爾王) 때였던 것 같다.
백제 왕실은 고구려의 한 갈래로서 고구려의 시조 전설과도 관련이 있으나, 한강 유역에 고구려와 같은 6부족 조직의 기반이 없었기 때문에 고구려만큼 강력할 수 없었다. 이와 같은 사회가 지배 기구를 성립시킬 때, 자연히 낙랑·대방이 그 주위의 토착 사회에 준 영향력이 더 우세한 것으로 나타나지 수밖에 없었다. 따라서 백제는 그 영역을 5방으로 나눠 정비할 때 고구려를 본받은 것 같으나 그렇지 않다. 즉 5방(五方)의 이름에서 부족명이 나타나지 않는다거나 8대성(八大姓)이 백제 왕실과 관련이 적은 세력이라든가가 그것을 말하는 것이다. 또한 관제에서도 고구려적인 성격보다 정비된 중국의 관제를 모방하여 6전(六典) 조직의 모습까지도 나타나고 있다.
동쪽의 고요한 나라였던 신라가 삼국의 세력 판도에 등장한 것은 고구려가 이미 그 절정을 맞이하려던 때였다. 현재까지의 고고학적 발견에 의하면, 한국에서 청동기가 가장 많이 발견된 것은 대동강 유역과 경주 지역이다. 신라는 오늘날까지 남아 있는 박(朴)·석(昔)·김(金)씨의 시조 설화와 계보로 보아, 대략 3세기 전반에 강국으로 등장하였다. 신라의 시조 설화는 고구려나 백제와는 달리 복잡하게 세가지로 나타나 있다. 이들 3성 부족이 서라벌 일대에 자리 잡고 조직한 초기 부족 연맹에서는 박·석 양(兩) 부족이 토착적인 김부족(金部族)보다 우세하였으므로 부족 연맹장은 미추 이사금을 제외하고는 주로 박·석 양 부족에서 교대로 선출되다가 내물 마립간을 전후하여 김씨 세습권이 확립된 것 같다.
신라의 6촌(六村)과 박·석·김 3부족과의 관계는 초기의 신라 부족 연맹이 박·석·김 3부족이 주체로 되어 있다가 다른 6부족과의 연맹관계로 성장하고, 그 뒤 3부족이 신라의 주체세력으로서 대연맹으로 확대되고, 고대 국가가 형성됨에 이르러서 주체부족들이 서라벌에서 귀족조직을 편성한 것이 6촌 설화로 반영된 것이라고 볼 수 있다.

## 논란
고고학계에서 원초 삼국시대와 원사시대(protohistory, 선사시대와 역사시대의 중간)를 합해 규정한 용어가 '원삼국 시대'이다. 이 용어에는 우리 역사에서 이 시기에는 국가가 존재하지 않았다는 뜻이 담겨 있고, 삼국시대 초기(1세기~3세기)를 부정하는 뜻이 된다는 비판적 시각이 있다. 한편 명칭을 두고 고고학적으로 원삼국 시대에 나타나는 특징이 없는 등의 문제점이 제기되었으나, 원삼국 시대라는 용어가 관행적으로 굳어져 있다.
한편, 역사학계 비주류인 윤내현은 이 시기를 고조선의 제후국들이 독립하게 되어 작은 국가로 나뉘게 된다는 의미로 ‘열국 시대’로 지칭하고 있다. 그의 저술에 따르면 고조선의 왕 기준은 위만에게 왕권을 찬탈 당하여 바다를 건너 마한을 건국하며 고조선은 위만조선이라 일컫게 되었다고 주장한다. 심지어 마한의 속국으로 진한과 변한이 건국되며, 규원사화에서는 이 세력을 변진으로 부르며 고시(高矢) 씨의 후예라고 주장한다. 작은 부족국가로 동예와 옥저 등이 건국되었다고 하며, 요서에 자리잡고 있던 고조선의 제후국인 숙신(肅愼), 예(濊), 옥저(沃沮) 등이 동쪽으로 이동하여 숙신은 흑룡강 부근에 위치하게 되고 읍루라 불리게 되었다고 주장한다. 예는 강원도에 정착하여 동예(東濊)라고 불리며, 옥저도 함경도 부근으로 이동하여 동옥저(東沃沮)라 불리게 되었다고 주장한다. 한편 대릉하에 자리잡고 있던 낙랑과 대방의 세력은 청천강과 대동강으로 이주하게 되었다고 주장한다. 그러나 윤내현의 이와 같은 주장은 자의적인 사료 해석과 근거 부족을 이유로 일반적으로 학계에서 인정되지 않고 있다.

## 해당 시대의 국가들
- 부여(동부여, 북부여)
- 고구려
- 옥저(동옥저, 북옥저)
- 동예
- 삼한(진한, 변한, 마한)
  - 백제
  - 사로국

## 같이 보기
- 한국의 역사
- 세 시대 체계
- 한국의 고고학적 시대분류
  - 한국의 철기 시대
- 삼국시대